# جورج هارتمان
جورج هارتمان (بالألمانية: Georg Hartmann)‏ هو جغرافي ألماني، ولد في 4 أغسطس 1865 في درسدن في ألمانيا، وتوفي في 12 يوليو 1946 في Ratekau ‏ في ألمانيا.